# Dmitrij Szewczenko (dyskobol)
Dmitrij Igoriewicz Szewczenko (ros. Дмитрий Игоревич Шевченко; ur. 13 maja 1968 w Taganrogu) – rosyjski lekkoatleta, dyskobol. Srebrny medalista mistrzostw świata i Europy, medalista igrzysk dobrej woli, trzykrotny uczestnik igrzysk olimpijskich (Barcelona, Sydney, Ateny).

## Przebieg kariery
W 1991 roku zajął 7. miejsce w finale konkursu rzutu dyskiem rozegranym na światowym czempionacie w Tokio. Reprezentował Wspólnotę Niepodległych Państw na igrzyskach olimpijskich w Barcelonie, tam zajął w finale 8. miejsce z rezultatem 61,78 m. Rok po olimpijskim starcie został wicemistrzem świata. W 1994 roku zdobył srebrny medal mistrzostw Europy. W 1995 roku został zdyskwalifikowany za stosowanie dopingu.
Po zakończeniu okresu dyskwalifikacji nie zdołał już osiągać tak imponujących rezultatów jak wcześniej. Na mistrzostwach świata w Sewilli odpadł w eliminacjach (zajął 10. miejsce w grupie). Na igrzyskach olimpijskich w Sydney awansował do finału konkursu, ukończył go na 11. miejscu z wynikiem 62,65 m. W czasie światowego czempionatu w Edmonton zajął 4. miejsce, przegrywając walkę o brązowy medal z Michaelem Möllenbeckem o 0,04 m. W latach 2001-2003 meldował się w najlepszej trójce dyskoboli w ramach pucharu Europy.
W czasie igrzysk olimpijskich w Atenach odpadł w eliminacjach, nie zaliczając w tej fazie żadnej z trzech prób.
Po raz ostatni w zmaganiach lekkoatletycznych wystąpił podczas mistrzostw Rosji w Tuli, na których wywalczył tytuł wicemistrzowski.

## Osiągnięcia
| Rok     | Zawody                | Miasto     | Miejsce | Wynik |
| ------- | --------------------- | ---------- | ------- | ----- |
| 1991    | Mistrzostwa świata    | Tokio      | 7.      | 62,90 |
| 1992    | Igrzyska olimpijskie  | Barcelona  | 8.      | 61,78 |
| 1993    | Puchar Europy         | Rzym       | srebro  | 63,96 |
| 1993    | Mistrzostwa świata    | Stuttgart  | srebro  | 66,90 |
| 1993    | Finał Grand Prix IAAF | Londyn     | 4.      | 63,24 |
| 1994    | Puchar Europy         | Birmingham | złoto   | 64,74 |
| 1994    | Igrzyska dobrej woli  | Petersburg | złoto   | 64,68 |
| 1994    | Mistrzostwa Europy    | Helsinki   | srebro  | 64,56 |
| 1995    | Mistrzostwa świata    | Göteborg   | 8.      | 63,18 |
| 1995    | Finał Grand Prix IAAF | Monako     | DSQ     | N/A   |
| 1998    | Puchar Europy         | Petersburg | DSQ     | 65,14 |
| 1998    | Igrzyska dobrej woli  | Nowy Jork  | DSQ     | N/A   |
| 1998    | Mistrzostwa Europy    | Budapeszt  | DSQ H   | N/A   |
| 1999    | Mistrzostwa świata    | Sewilla    | 10. H   | 60,80 |
| 2000    | Igrzyska olimpijskie  | Sydney     | 11.     | 62,65 |
| 2001    | Puchar Europy         | Brema      | brąz    | 65,26 |
| 2001    | Mistrzostwa świata    | Edmonton   | 4.      | 67,57 |
| 2001    | Igrzyska dobrej woli  | Brisbane   | brąz    | 63,53 |
| 2001    | Finał Grand Prix IAAF | Melbourne  | 7.      | 62,34 |
| 2002    | Puchar Europy         | Annecy     | srebro  | 62,03 |
| 2002    | Mistrzostwa Europy    | Monachium  | 6.      | 63,97 |
| 2003    | Puchar Europy         | Florencja  | złoto   | 65,39 |
| 2003    | Mistrzostwa świata    | Paryż      | 10.     | 62,28 |
| 2004    | Igrzyska olimpijskie  | Ateny      | NM H    | N/A   |
| 2006    | Mistrzostwa Europy    | Göteborg   | NM H    | N/A   |
| Źródło: |                       |            |         |       |

W latach 2000-2001 i 2003 sięgnął po tytuł mistrza kraju.

## Rekordy życiowe
Rekord życiowy zawodnika to 70,54 m i został on ustanowiony 7 maja 2002 roku w Krasnodarze.